# الگارا
الگارا (به انگلیسی: Algarah) یک منطقهٔ مسکونی در هند است که در بنگال غربی واقع شده‌است.

## خصوصیات
الگارا ۳٬۰۰۰ نفر جمعیت دارد و ۱٬۷۸۰ متر بالاتر از سطح دریا واقع شده‌است.